# Christian Friedrich Schwartz

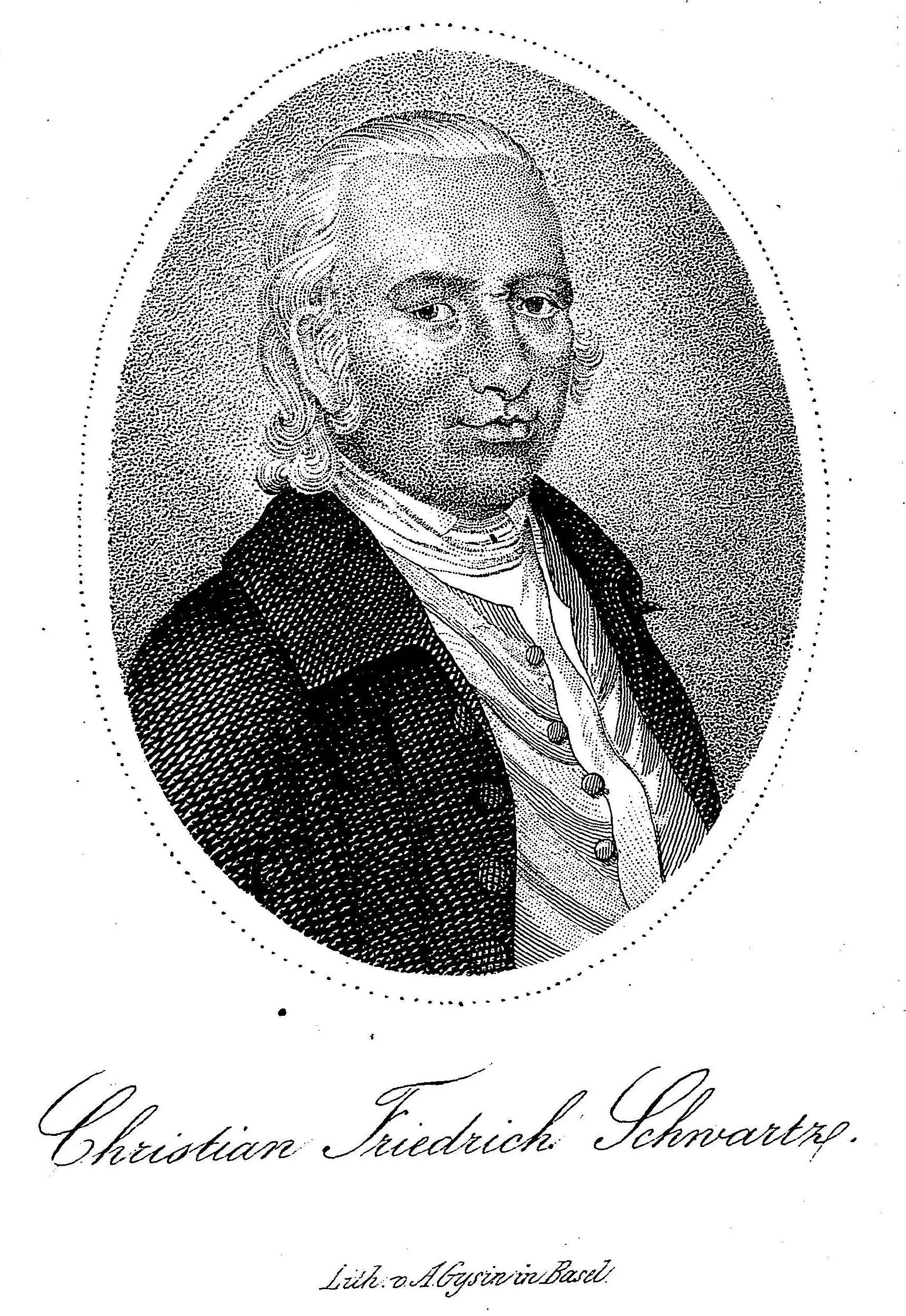
Christian Friedrich Schwartz

Christian Fried(e)rich Schwar(t)z, im englischsprachigen Raum Christian Frederic(kh) S(ch)war(t)z, (* 8. Oktober 1726 in Sonnenburg bei Küstrin, Mark Brandenburg, Preußen; † 13. Februar 1798 in Thanjavur,  Südindien) war ein deutscher evangelisch-lutherischer Missionar in Indien. Er war bekannt für seine linguistischen Fähigkeiten, mit Kenntnissen in Latein, Griechisch, Hebräisch, Sanskrit, Tamil, Urdu, Persisch, Marathi und Telugu, und arbeitete mit den Briten als Friedensbotschafter zusammen, wobei er an den Hof von Haider Ali in Mysore entsandt wurde. Er arbeitete mit den indischen königlichen Familien, wobei er den Raja Serfoji von Tanjore betreute, und war einflussreich bei der Errichtung des evangelischen Christentums in Südindien.

## Leben

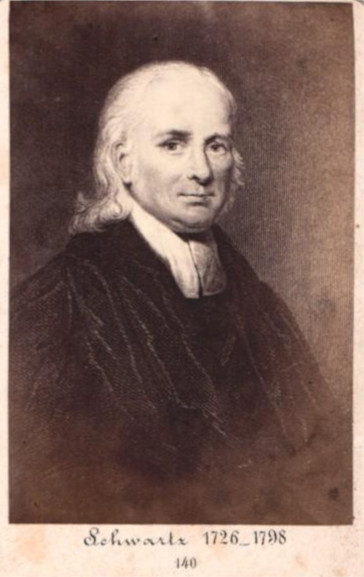

Christian Friedrich Schwartz’ Vater war Georg Schwartz und seine Mutter Margaret Gruner. Das Geburtsdatum wird unterschiedlich angegeben, je nach Quelle als 8., 22. oder 26. Oktober 1726. Schwartz’ Mutter starb, als er noch jung war und das Gymnasium in Sonnenburg unter Herrn Helm besuchte. Er lernte Latein und Griechisch und einen gewissen Grad an Hebräisch, welches er durch Studien in Küstrin zu verbessern hoffte.
1746 zog er zum Studium nach Halle, wo er Schultz traf, der in der Madras-Mission gearbeitet hatte. Schultz arbeitete an einer tamilischen Bibel, wofür er Hilfe bei Schwartz suchte. Nachdem er Tamil gelernt hatte, um bei der Übersetzung zu assistieren, entwickelte er den Wunsch, Missionar in Indien zu werden. Er schloss sich dazu der Dänisch-Halleschen Mission an. Am 8. August 1749 wurde er in Kopenhagen ordiniert. Danach verbrachte er einige Zeit in England, um Englisch zu lernen. Früh im Jahre 1750 reiste er gemeinsam mit den Missionaren Georg Heinrich Conrad Hüttemann und David Poltzenhagen nach Indien ab.
Am 30. Juli erreichte er über Tranquebar Tiruchirappalli. Tranquebar war für einige Zeit sein Hauptquartier, er besuchte aber oft Thanjavur and Tiruchirappalli. 1766 zog er dann nach Tiruchirappalli. Hier arbeitete er als Kaplan der Garnison, die eine Kirche für seine allgemeine Benutzung errichtete.
Es ereignete sich eine Explosion im Munitionslager der Ostindienkompanie im Jahre 1761. Zahlreiche einheimische Soldaten fanden dabei den Tod.
Für die Waisen dieser Soldaten richtete Schwartz die Bischof-Heber-Schule in Trichinopoly (Tiruchirapalli) ein. Es ereignete sich eine weitere Explosion eines Munitionslagers in Trichinopoly im Jahre 1763, bei dem alle dortigen britischen Soldaten und deren Ehefrauen starben. Nur 14 Kinder der Soldaten überlebten.
Für die Waisenkinder richtete Schwartz eine Schule in der Sakristei der Johanniskirche ein, welche von den Soldaten errichtet worden war.
Später stellte die Armee etwas Land zur Verfügung, etwa 20.000 m², die an den Armeestandort angrenzten, um eine angemessene Schule zu errichten. Die Schule wurde von Freimaurern errichtet, welche der britischen Armee angehörten, sowie von Zivilisten, die allesamt ebenfalls Freimaurer waren.

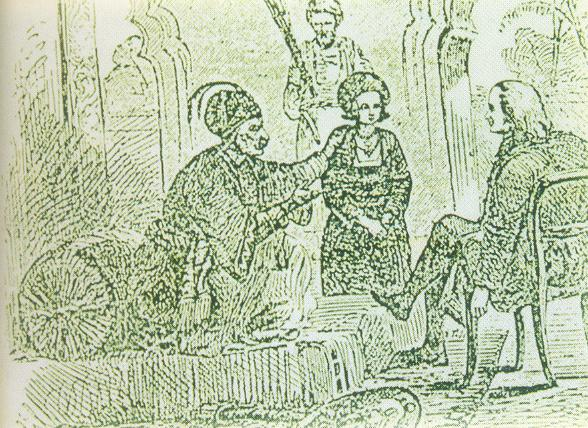
Thuljaji II., Serfoji II. und Schwartz

1769 sicherte Schwartz sich die Freundschaft des Königs Raja Thuljaji, der ihm, obwohl er nie zum Christentum übertrat, jegliche Unterstützung für seine missionarische Arbeit gewährte. Kurz vor seinem Tod vertraute er Schwartz die Erziehung seines Adoptivsohnes und Nachfolgers Sarabhoji (Serfoji) an. Schwartz unterrichtete den Prinzen Serfoji (später als Serfoji II. bekannt) und einen anderen, etwas älteren Schüler, Vedanayagam, heute bekannt als Vedanayagam Sastriar, wobei er den Gurukulam-Ansatz verfolgte, bei dem Lehrer und Schüler zusammenleben. Raja Serfoji errichtete eine Kirche, um seine Zuneigung zu Schwartz auszudrücken. Diese ist noch heute ein Symbol der Toleranz des bedeutenden Mahratta-Herrschers gegenüber verschiedenen Religionen.
1779 unternahm Schwartz auf Bitten der britischen Verwaltung in Madras (heute Chennai) eine private diplomatische Mission zu Haidar Ali, dem Herrscher von Mysore. Als Haidar in der Karnatik einfiel (siehe Zweiter Mysore-Krieg), wurde es Schwartz erlaubt, die feindlichen Lager ohne Belästigung zu durchqueren.
1784 richtete er eine englische Schule in Thanjavur ein. Diese Schule ist jetzt unter dem Namen St. Peter's Higher Secondary School bekannt. Nach zwölf Jahren in Tiruchirappalli zog er nach Thanjavur, wo er den Rest seines Lebens verbrachte.
Christian Friedrich Schwartz starb am 13. Februar 1798, kurz bevor Serfoji II. den Thron bestieg. Er wurde in der Petruskirche in Maharnonbuchavadi, Thanjavur, zur letzten Ruhe gebettet. An seinem Grab befindet sich ein Gedenkstein mit einer kurzen Denkschrift und einem Klagelied in englischer Sprache, das von Serfoji II. verfasst wurde.

## Vermächtnis

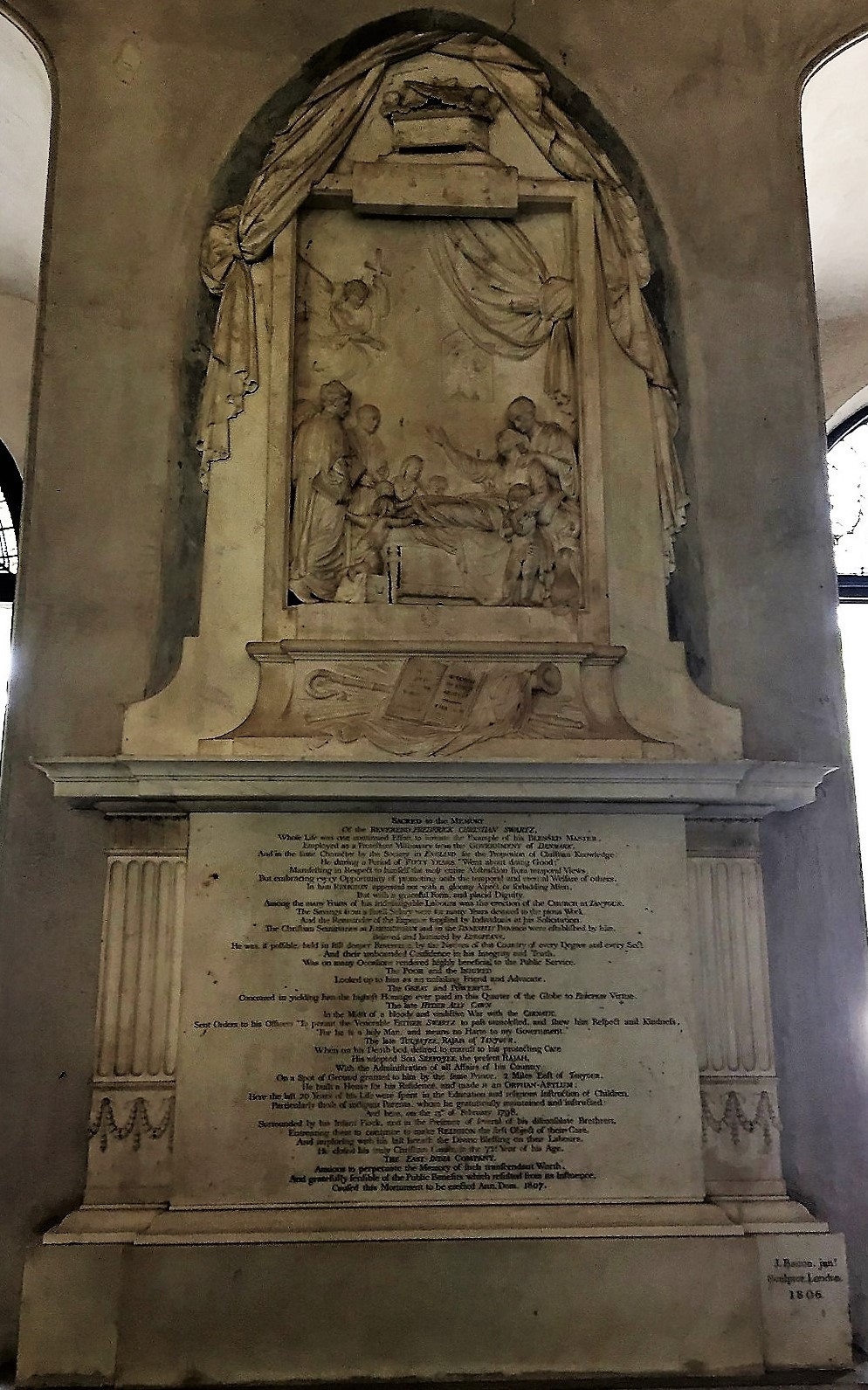
Denkmal für Christian Friedrich Schwartz in der Marienkirche zu Chennai

Schwartz’ unmittelbarer Erfolg bei der Missionierung von Personen zum Christentum überstieg den jedes anderen evangelischen Missionars in Indien. Darüber hinaus gewann er den Respekt von Muslimen und Hindus. Der Raja von Tanjore (Thanjavur) ließ durch John Flaxman ein Denkmal in der Missionskirche für ihn errichten. Es zeigt, wie der Raja die Hand des sterbenden Missionars ergreift und dessen Segen empfängt.
Im Folgenden eine Übersetzung der Inschrift des Denkmals, das von Raja Serfoji II. gestiftet wurde:
Im Gedenken an den Pfarrer Christian Friedrich Schwartz. Geboren in Sonnenburg in der Neumark im Königreich Preußen am 26. Oktober 1726, verstorben in Tanjore am 13. Februar 1798 in seinem 72. Lebensjahr.
Von seinem frühen Mannesalter an dem Missionarsdienst im Osten ergeben, sorgte die Vergleichbarkeit seiner Situation zu jener der ersten Prediger des Evangeliums bei ihm für eine besondere Ähnlichkeit zu der einfachen Heiligkeit des apostolischen Charakters.
Seine natürliche Lebendigkeit gewann ihm Zuneigung, so wie seine unbefleckte Redlichkeit und die Reinheit seines Lebens ihm gleichermaßen die Ehrerbietung der Christen, Mohammedaner und Hindus einbrachte. So wählten unabhängige Fürsten, Hindus und Mohammedaner, diesen bescheidenen Pastor als Vermittler bei politischen Verhandlungen mit der britischen Regierung.
Maha Raja Serfojee
Ein Schwartz gewidmetes Denkmal von John Bacon dem Jüngeren wurde von der Ostindienkompanie in der Marienkirche in Chennai errichtet. Die Schwarz High School in Ramanathapuram hat zahlreiche später berühmte Studenten gehabt, darunter Dr. A. P. J. Abdul Kalam, einen der Präsidenten Indiens.
Die folgenden Abbildungen zeigen Ansichten und Details der CSI Schwartz Memorial Church in Tanjore, einer Kirche, die Schwartz im Jahre 1779 errichten ließ:

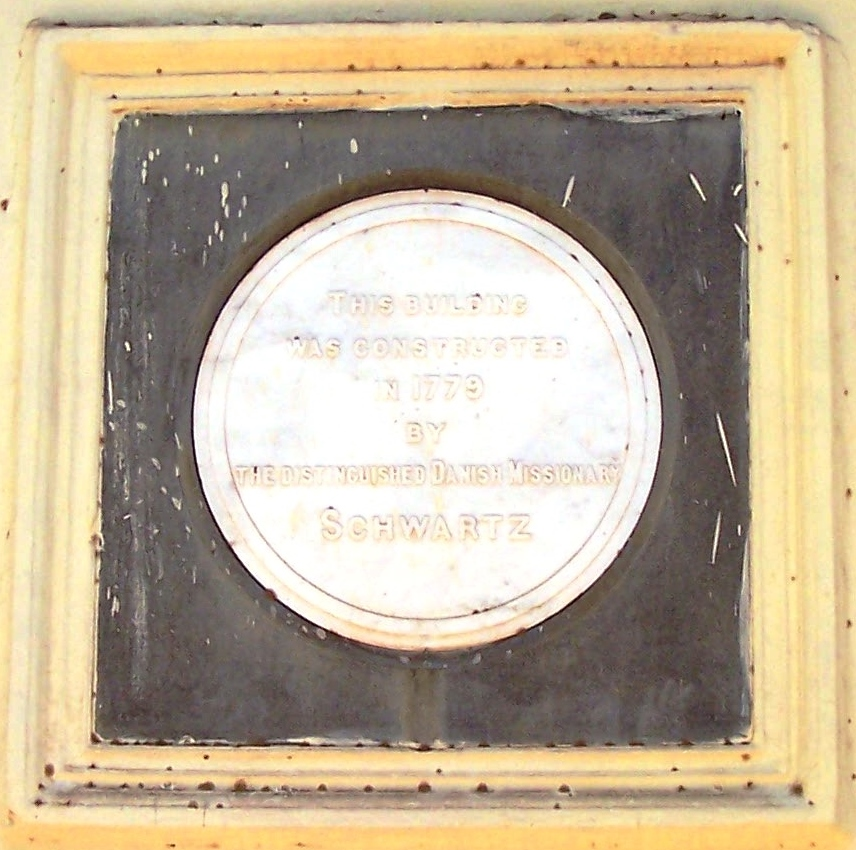
Gedenkstein
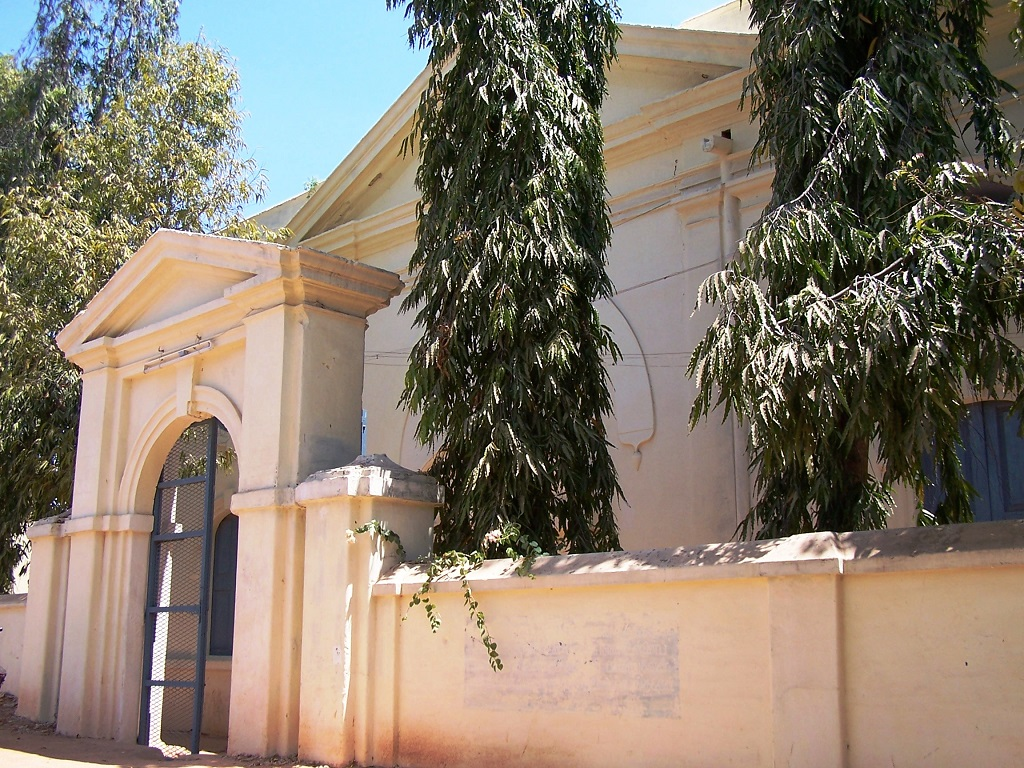
Außenansicht
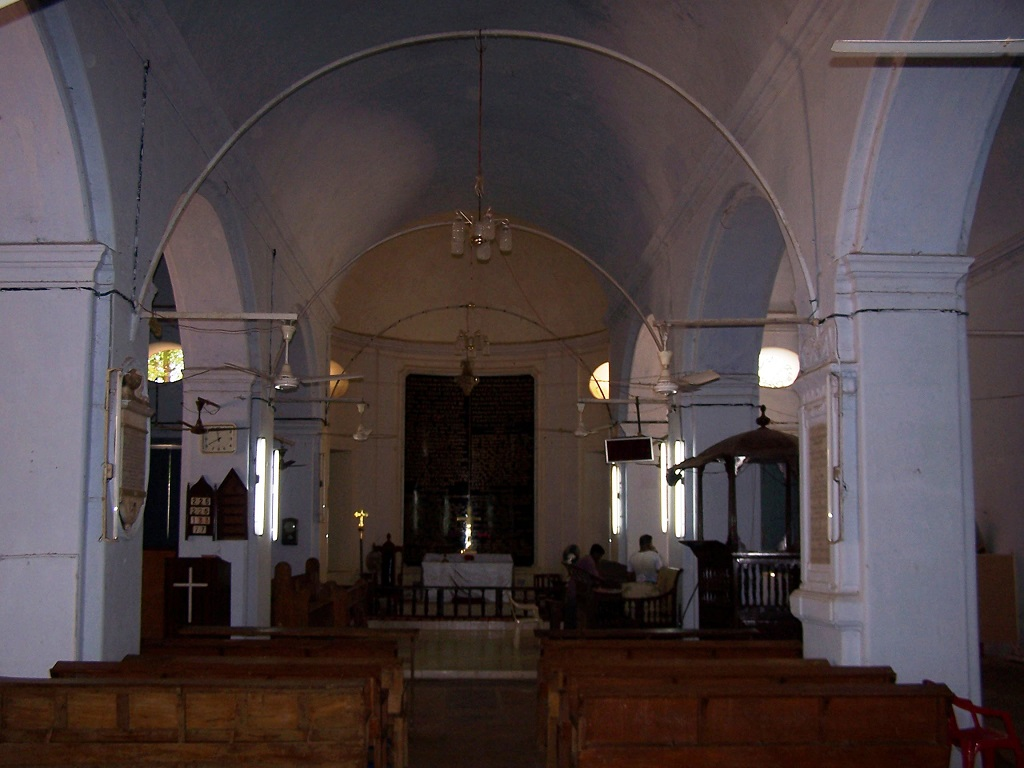
Innenraum
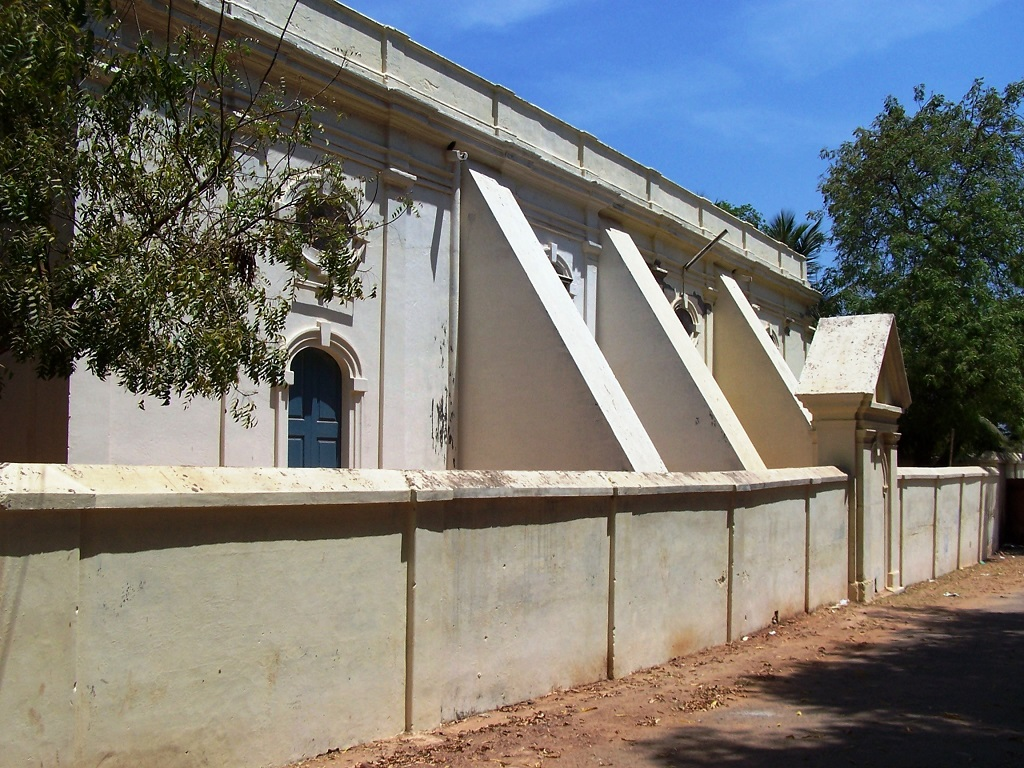
Seitenansicht

## Gedenktag
13. Februar im Evangelischen Namenkalender.
Der Gedenktag wurde vor der Einführung des offiziellen Namenkalenders bereits geführt in:
- Theodor Fliedner: Buch der Märtyrer, Kaiserswerth 1849/1859, Bd. 4, S. 1399–1404
- Ferdinand Piper: Evangelischer Kalender in Zeugen der Wahrheit, Berlin 1874/1875, Bd. 1, S. 14–25
- Preußischer Evangelischer Oberkirchenrat: Namenkalender für das deutsche Volk, Berlin 1876
- Chr. Geyer: Der lebendige Kalender, Rudolstadt 1927
- Jörg Erb: Die Wolke der Zeugen, Kassel 1951/1963, Bd. 4, S. 508–520
- A. Ringwald: Menschen vor Gott, Stuttgart 1957/1968